# Tranvia Bisuschio-Viggiù
La tranvia Bisuschio-Viggiù era una breve tranvia elettrica, a scartamento metrico, che collegava il paese di Viggiù, posto in cima a un colle, con la stazione ferroviaria di Bisuschio-Viggiù, posta nel fondovalle, sulla linea Varese-Porto Ceresio. Fu in esercizio dal 1912 al 1951.

## Storia

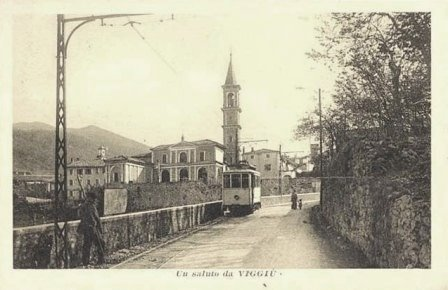
Viggiù in una classica cartolina d'epoca

In seguito all'apertura della linea ferroviaria Varese-Porto Ceresio, il paese di Viggiù ebbe la necessità di approntare un migliore collegamento con la stazione ferroviaria di Bisuschio, sia per la comodità dei viaggiatori, sia per il trasporto delle merci, in particolare i marmi che nella zona venivano estratti e lavorati in grande quantità.
Dopo la proposta di una funicolare, che non ebbe seguito, si pensò a costruire una tranvia elettrica; dopo l'elaborazione di un primo progetto presentato nel 1907, il 28 febbraio 1909 si costituì la Società Anonima Tranvia Viggiù (SATV), a cui vennero concessi la costruzione e l'esercizio, il cui direttore era Vincenzo Caporali, medico primario dell'Ospedale Maggiore di Milano. Dopo tre anni di lavori la linea entrò in servizio l'8 aprile 1912, con una solenne cerimonia cui le cronache locali diedero ampio risalto.
Data la brevità della linea, l'alimentazione elettrica fu prelevata direttamente dalla linea ferroviaria, che all'epoca era elettrificata a terza rotaia, con la tensione "tranviaria" di 600 V.

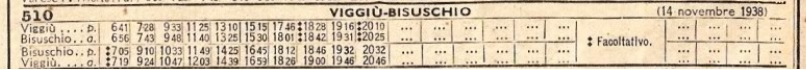
Orario del 1938

La linea conobbe fin dall'inizio un buon traffico viaggiatori e merci, portando il secondo a registrare nel 1933 punte di 4399 tonnellate di prodotti, costituiti prevalentemente da lastre di marmo e pietrisco; tali valori iniziarono tuttavia a scemare fin dagli anni trenta a causa della concorrenza dell'autotrasporto.
Nel 1932 il capitale della società esercente passò sotto il controllo dell'industriale Piantanida, di Busto Arsizio.
La linea superò indenne la seconda guerra mondiale e i primi anni del dopoguerra, continuando a trasportare un buon numero di viaggiatori. Dopo pochi anni le Ferrovie dello Stato decisero di trasformare l'alimentazione elettrica della ferrovia Varese-Porto Ceresio, dai 600 V a terza rotaia ai 3000 V con linea aerea. Nonostante gli sforzi del Piantanida per reperire i capitali necessari alla costruzione di una sottostazione elettrica di trasformazione, la tranvia si trovò quindi senza possibilità di alimentazione e dovette essere sostituita da un'autolinea gestita dall'impresa Giuliani & Laudi la quale sostituì definitivamente la tranvia il 27 marzo 1951.

## Caratteristiche

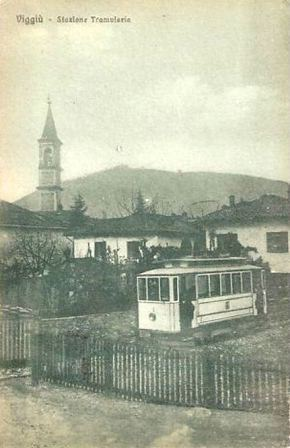
Viggiù, un'elettromotrice presso la stazione tranviaria

Armata con un binario a scartamento metrico, realizzato mediante rotaie Vignoles da 21 kg/m con curve di raggio minimo di 16 metri, la linea consentiva di passare dai 345 metri di altitudine di Bisuschio ai 428 di Viggiù con pendenze massime del 9 per mille.
L'alimentazione elettrica a 600 V in corrente continua era derivata dalla ferrovia Milano-Varese-Porto Ceresio dalle Ferrovie dello Stato, allora alimentata con sistema a terza rotaia e tensione di tale valore. Il filo di contatto aveva una sezione di circa 75 mm² ed era sospeso mediante pali a traliccio e mezzo mensole in ferro.
La velocità di esercizio non superava i 12 km/h; l'esercizio era strutturato mediante 10 corse giornaliere portate a 12 nel periodo estivo, che coprivano l'intero percorso in 15 minuti.

### Percorso
|  |  | Unknown route-map component "uexKBHFa" |

|  |  | Unknown route-map component "uexWBRÜCKE1" |

| Unknown route-map component "CONTgq" | Unknown route-map component "STR+r" | Unused straight waterway |

|  | Stop on track | Unknown route-map component "uexKBHFe" |

|  | Continuation forward |

La linea aveva inizio sul piazzale esterno della stazione di Bisuschio-Viggiù, posta in località Piamo. A lato del piazzale sorgeva la rimessa tranviaria e il piccolo fabbricato viaggiatori SATV. Un binario raccordava la linea con lo scalo merci delle Ferrovie dello Stato.
La linea affrontava quindi un arco di cerchio in terrapieno, per prendere quota evitando gli stretti tornanti della strada, quindi tornava in sede stradale (sull'attuale viale Milano) e si attestava all'ingresso dell'abitato di Viggiù, nell'attuale piazza Europa, dove era posto un binario di raddoppio.

## Materiale rotabile
Inizialmente la dotazione della SATV comprendeva tre elettromotrici a due assi e tre carri per il trasporto merci.
Nel 1932 furono acquistate dalla Società Sicula Tramways e Omnibus due ulteriori vetture a due assi, provenienti dalle tranvie palermitane, costruite nel 1899-1900 da Schuckert.

## Galleria d'immagini

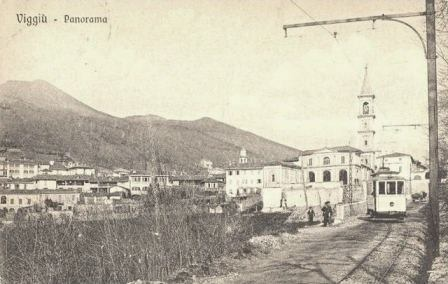
Panorama
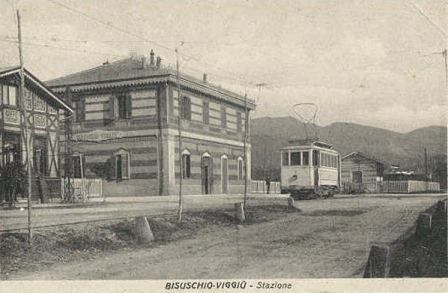
Il capolinea di Bisuschio
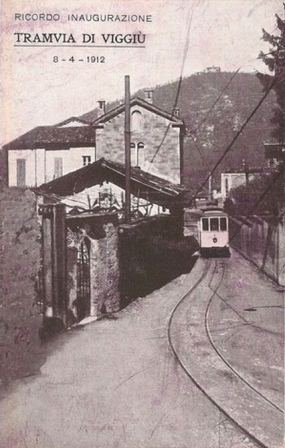
Inaugurazione
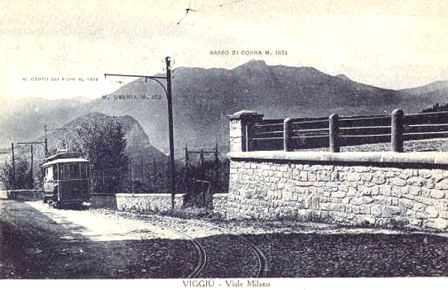
Viggiù, viale Milano
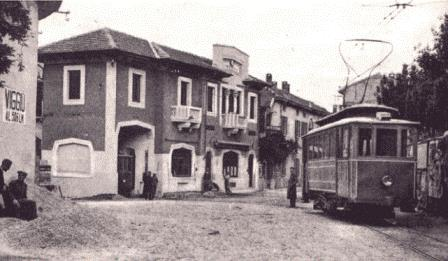
Elettromotrice ex Palermo